# 及川達郎
及川 達郎（おいかわ たつろう、1949年5月1日 - ）は、日本のイラストレーター（デザインの違いで夏目洋一郎名義を用いる時もある）、俳優。マネジメント事務所はエヌ・エー・シー。

## 来歴・人物
岩手県気仙郡住田町出身。高校から東京に。法政大学工学部建築学科卒業。建築事務所勤務を経てイラストレーターとなる。
カバーイラストでは、かつて角川文庫の赤川次郎作品を多く手がけた。
60歳を過ぎてから妻のすすめで俳優の仕事を始め、「空耳アワー」の常連出演者として知られる。

## 出演

### テレビ番組
- タモリ倶楽部 「空耳アワー」[4]
- 土曜ワイド劇場他「狩矢父娘シリーズ」
  - 鰻屋「かねよ」店主 役 （第9作）
  - 捜査一課・福田刑事 役 （第11作 - 第14作） 同・山本刑事 役 （第15作） 同・落合刑事 役 （第16作 - ）
- NHK連続テレビ小説
  - ウェルかめ - 客 役
  - ごちそうさん - （東京帝国大学）教授 役
  - わろてんか - 加納清一郎 役
- NHK大河ドラマ 平清盛 - 宋の上級商人 役
- NHK地域発ドラマ 田上トパーズ![5]
- 科捜研の女 Season15 第10話 （2016年1月28日、テレビ朝日） - 居酒屋店主